# Shinichi Yumoto
Shinichi Yumoto (湯元進一, Yumoto Shinichi), né le 4 décembre 1984 à Wakayama, est un lutteur libre japonais. Il est le frère jumeau de Kenichi Yumoto.
Le 10 août 2012, il remporte la médaille de bronze de lutte libre en -55 kg aux Jeux olympiques d'été de 2012.

## Palmarès

### Jeux olympiques
- Médaille de bronze en catégorie des moins de 55 kg aux Jeux olympiques d'été de 2012 à Londres

### Championnats d'Asie
- Médaille d'or en catégorie des moins de 55 kg aux Championnats d'Asie de lutte 2010 à New Delhi